# Cyprien est neurasthénique
Cyprien est neurasthénique est un film muet français réalisé par Jean Durand et sorti en 1911.

## Fiche technique
- Réalisation et scénario : Jean Durand
- Pays : France
- Format : Muet - Noir et blanc
- Métrage : 177 m
- Genre : Court métrage
- Date de sortie : 
  -  France - 1911

## Distribution
- Gaston Modot